# Le Choix des seigneurs
Pour plus de détails, voir Fiche technique et Distribution.
Le Choix des seigneurs (titre original italien : I paladini: storia d'armi e d'amori) est un film d'aventure italien réalisé par Giacomo Battiato, sorti en 1983. Il est vaguement basé sur les histoires des paladins, en particulier sur le poème épique Orlando furioso de Ludovico Ariosto.
Le film a généralement été éreinté par la critique, mais apprécié sur son côté visuel. Le Sydney Morning Herald a écrit : « Les décors sont sensationnels, les costumes sont magnifiques. L'histoire, d'autre part, est presque inexistante ». Il a remporté le David di Donatello pour les meilleurs costumes.

## Synopsis
Durant les croisades, la jeune Bradamante reçoit la prophétie qu’elle sera séduite par un Maure, qui mourra au cours d'un duel contre Roland, un chrétien.

## Fiche technique
- Titre en français : Le Choix des seigneurs
- Titre original italien : I paladini: storia d'armi e d'amori
- Réalisation : Giacomo Battiato
- Scénario : Giacomo Battiato, Luciano Vincenzoni, Sergio Donati
- Musique : David A. Hughes
- Photographie : Dante Spinotti
- Montage : Ruggero Mastroianni
- Décors : Luciano Ricceri
- Costumes : Nanà Cecchi
- Producteur : Franco Cristaldi
- Société de production : Vides Cinematografica
- Société de distribution : Produzione Intercontinentale Cinematografica (Italie) ; Warner Bros. (France)
- Pays de production :  Italie
- Langue originale : italien
- Genre : Film d'aventure, Film d'action, Film de fantasy
- Durée : 100 min
- Dates de sortie :
  - Italie : 21 septembre 1983
  - France : 4 janvier 1984

## Distribution
- Rick Edwards : Roland
- Zeudi Araya : Marfisa
- Barbara De Rossi : Bradamante
- Ronn Moss : Ruggiero
- Leigh McCloskey : Renaud de Montauban
- Maurizio Nichetti : Atlante
- Giovanni Visentin : Gano
- Tanya Roberts : Isabella
- Tony Vogel : Ferraù
- Lina Sastri : Maga
- Lucien Bruchon : Aquilante
- Alfredo Bini : Charlemagne